# Lambaro Sukon
Lambaro Sukon is een bestuurslaag in het regentschap Aceh Besar van de provincie Atjeh, Indonesië. Lambaro Sukon telt 685 inwoners (volkstelling 2010).